# Salicional

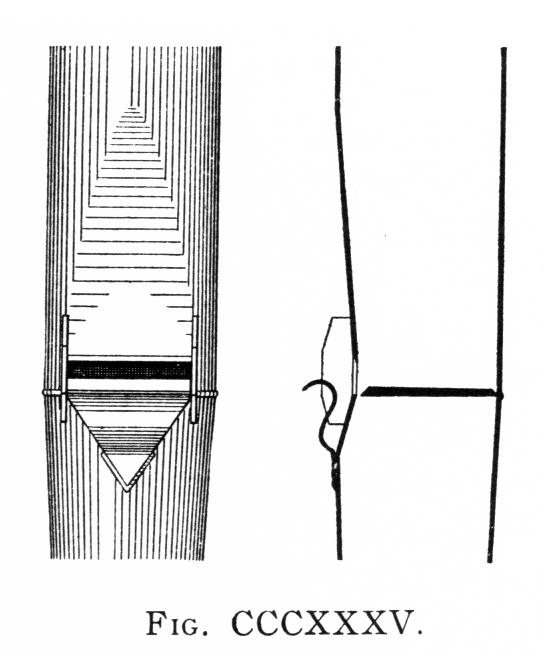
Vue d'un salicional

Le salicional est un jeu d'orgue, à bouche, de la famille des jeux de fond. Nom masculin français d’origine allemande. Les orthographes correctes sont Salicional et Salicianat.
Étymologie : Salicianat (attesté 1823) ; emprunt de l’allemand Salizional, forme latinisée de Weidenpfeife (ou Weidenflöte) « flûte d’écorce (de saule) ». Du latin salix, saule.

## Description
Contrairement à ce que son étymologie suggère, ce n’est pas un jeu flûté mais un jeu de la famille des gambes utilisé dans l’orgue depuis le XVIIIe, et en France depuis le XIXe : tuyau à bouche, ouvert, cylindrique, de taille assez étroite, au son assez doux et quelque peu mordant rappelant la flûte traversière dans ses notes les plus graves (où son diamètre est faible par rapport à la longueur d'onde). Le timbre du Salicional est plus principalisant que celui de la Gambe et il est considéré, dans l’orgue romantique français, comme un second principal doux. Il est généralement placé au Positif ou au Récit. Le Salicional est typiquement construit en 8 pieds, rarement 16 ou d'autres tessitures. Il est typique de l’orgue romantique et fréquent dans l’orgue symphonique.
Exceptionnellement, dans la facture française d'inspiration germanique (Joseph Merklin), le salicional peut être un jeu à tuyaux extrêmement étroits, apparenté à l'"aeoline" de l'orgue romantique allemand. Son timbre n'est alors pas très différent, mais le volume sonore en est extrêmement faible, plus faible qu'un bourdon par exemple. Le rôle de cette forme de salicional peut précisément être de colorer les jeux de bourdon, ou encore (utilisé seul) d'offrir un pianissimo sans recours à une quelconque boîte expressive.
Dans l’orgue français, le Salicional sert traditionnellement d’appui à l’Unda Maris, laquelle est constituée de deux rangs de Salicionaux dont l’accord est décalé d’un coma supérieur.
Il arrive parfois que la Voix Céleste soit construite sur le Salicional, mais c’est alors une erreur d’appellation. La règle impose que la Voix Céleste s’appuie uniquement sur une Gambe ou une Viole de Gambe, si bien qu’un jeu portant le nom de Voix Céleste qui serait construit avec des Salicionaux ne serait autre qu’une Unda Maris « mal nommée ».
En Angleterre, le jeu "ondulant", c'est-à-dire dont l'accord est décalé comme défini ci-dessus, qui accompagne le Salicional, s'appelle "Vox angelica". Il s'agit d'un jeu comparable à l'Unda-Maris connu en France, mais généralement plus doux.

## Dénominations
- Français : SALICIONAL, SALICINAL, SALCIONAL, SOLCIONAL, SOLICIONAL, SALICIANAT
- Anglais : SALICIONAL (WILLOW FLUTE)
- Allemand : SALIZIONAL
- Italien, Latin : SALICIONALE, FISTULA SALICIS

### Jeux dérivés du Salicional
- SALICET : Salicional de 4 pieds.
- SALICETINA : Salicional de 2 pieds
- CONTRE SALICIONAL : Salicional de 16 pieds

## Occurrences
- Double Salicional 32' : Pédale - Cathédrale de la Sainte Trinité, Auckland, Nouvelle-Zélande ; Harrison & Harrison 1969.
- Double Salicional 16' : Solo - Prieuré St. Bees, Cumbria, Angleterre; Willis 1899.
- Salicional 8' : Positif - Orgue Cavaillé-Coll - Notre Dame de Paris.
- Salicional 8' : Grand-chœur - Orgue Cavaillé-Coll - Église Saint-Sulpice (Paris)
- Salicional 8' en version très étroite : orgue Merklin, 1881, de St Louis des Français à Rome, où il est disponible aux claviers de Grand orgue et de Positif (doubles gravures)
- Salicet 4' : Oberwerk (Récit) - Jacobikirche, Dornburg, Thuringe, Allemagne; Gerhardt 1820.
- Salicetina 2' : Swell (Récit) - Town Hall, Melbourne, Australie; Hill, Norman & Beard 1929.

## Usage
Le salicional est fréquemment utilisé en combinaison avec d'autres jeux de fond, dont il enrichit le timbre. On notera toutefois de rares mais notables emplois en soliste, qui le rapprochent de la "flûte de saule" dont il tire son origine :
- en solo, dans quelques mesures de "Les bergers", de la Nativité d'Olivier Messiaen
- en soliste accompagné, dans la page finale de l'Aria de Jehan Alain

Il est aussi utilisé seul comme jeu d'accompagnement harmonique. Plus rarement, on lui confie explicitement toutes les parties, comme dans la 4e des cinq méditations sur l'Apocalypse de Jean Langlais ("Oh oui, viens, Seigneur Jésus").